# Nguyễn An Ninh
Nguyễn An Ninh (15 tháng 9 năm 1900 - 14 tháng 8 năm 1943) là nhà văn, nhà báo, nhà nghiên cứu tôn giáo và là nhà cách mạng ở đầu thế kỷ 20 trong lịch sử Việt Nam.

## Tiểu sử

### Gia thế
Ông sinh ngày 15 tháng 9 năm 1900 tại quê mẹ ở xã Long Thượng, quận Cần Giuộc, tỉnh Chợ Lớn (nay thuộc tỉnh Long An). Cha ông là Nguyễn An Khương, người ở Quán Tre, huyện Hóc Môn (nay thuộc Thành phố Hồ Chí Minh). Tổ tiên gốc ở Hưng Yên, họ Đoàn, do chống lại chúa Trịnh nên phải trốn chúa Trịnh vào định cư ở Bình Định và đổi thành họ Nguyễn. Nguyễn An Khương là một nhà văn có tinh thần yêu nước, tinh thông Hán học và chữ Quốc ngữ.
Chú ruột của Nguyễn An Ninh là Nguyễn An Cư, cũng là một nhà văn, một Đông y sĩ nổi tiếng. Cả cha và chú đều được nhiều người trong nước quý trọng.

### Tuổi trẻ
Nguyễn An Ninh sinh ngày 15 tháng 9 năm 1900 tại xã Long Thượng, quận Cần Giuộc, tỉnh Chợ Lớn (nay là tỉnh Long An) trong một gia đình Nho giáo. Cha là Nguyễn An Khương, giỏi chữ Hán và Quốc ngữ, làm nghề thầy thuốc, dạy học, dịch sách. Mẹ là Trương Thị Ngự, con một gia đình giàu có.
Lúc nhỏ, ông sống tại quê ngoại (xã Long Thượng), đến năm 10 tuổi theo cha lên ở hẳn tại khách sạn Chiêu Nam Lầu, nơi cha ông vừa kinh doanh, vừa làm nơi quy tụ, giúp đỡ những nhà yêu nước đương thời đến ẩn trú hoặc tìm đường xuất dương. Được tiếp xúc với những người này và chịu ảnh hưởng của cha, ông đã được hun đúc "tinh thần yêu nước" ngay từ thời thơ ấu.
Năm 1910, ông học ở trường Taberd và sau đó theo học chương trình Brevet Elémentaire tại trường Chasseloup-Laubat (hiện nay là trường Trung học phổ thông Lê Quý Đôn) chủ yếu dành cho con em người Pháp. Nơi đây, ông học giỏi nổi tiếng, được trường cấp học bổng. Ngoài việc theo Tây học, ông còn được cụ Khương dạy Hán Văn và chữ Quốc ngữ qua các truyện Tàu mà cụ dịch thuật.
Năm 1916, nhờ đậu tốt nghiệp hạng ưu nên ông được tuyển thẳng ra Hà Nội theo học Cao đẳng Y dược, được miễn chuẩn bằng Tú tài. Ông lại bỏ Y dược chuyển sang học Luật và Cai trị, nghĩ rằng học ngành này mới thấu hiểu bản chất của chính quyền thực dân để sau này đấu tranh công khai bằng pháp luật. Nhưng không hài lòng với chế độ giáo dục, ông bỏ học và tìm đường đi Pháp.

## Học vấn
Nguyễn An Ninh theo học ở trường Taberd, Collège Mỹ Tho rồi Trường Chasseloup Laubat (nay là trường THPT Lê Quý Đôn) ở Sài Gòn. Năm 1915, mới 15 tuổi, ông đã được nhận làm biên tập cho tờ Courrier saigonnais. Năm sau, nhờ tốt nghiệp trung học với bằng ưu nên ông ra Hà Nội học Cao đẳng Y Dược và được miễn chuẩn bằng Tú Tài.
Nhưng học được nửa năm, Nguyễn An Ninh quyết định chuyển sang học luật tại Trường Cao đẳng Pháp chính thuộc Đại học Đông Dương. Năm 1918, ông sang Paris, Pháp, tiếp tục học đại học ngành luật tại Đại học Sorbonne. Hai năm sau, ông đã hoàn thành chương trình học tập và được cấp bằng cử nhân Luật hạng xuất sắc.

### Sang Pháp lần nhất
Năm 1918, tại Pháp, năm đầu Nguyễn An Ninh phải chuẩn bị hồ sơ vào đại học. Ông nhanh chóng lấy bằng Tú tài trong vòng 3 tháng rồi thi vào khoa Luật trường Đại học Sorbonne (cứ 3 tháng ông đăng ký thi chương trình của một năm) nên ông chỉ học trong một năm đã hoàn thành chương trình bốn năm và lấy bằng Cử nhân Luật, gây ngạc nhiên và thán phục trong giới trí thức ở Pháp về trí thông minh lỗi lạc, đặc biệt hiếm thấy.
Trong thời gian sống tại Paris, ông thích lui tới Montparnasse, "Tổng hành dinh" của nhiều văn sĩ nổi tiếng và nhiều trào lưu nghệ thuật tiên phong đã ra đời tại đây, hoặc lui tới khu Saint Germain des Prés, nơi tụ tập, gặp gỡ của nhiều triết gia và các nhà văn hiện sinh. Ông cũng thường có mặt tại thư viện, đọc những sách mà lịch sử Pháp gọi là "Triết học ánh sáng" của các triết gia như: Voltaire, J. J. Rousseau, Montesquieu, Diderot,... Ngoài ra ông còn thích nghiên cứu về chủ nghĩa Gandhi, về Phật giáo và đặc biệt về triết học Mác – Lênin. Ông cũng đi tham quan học tập và tiếp cận các danh nhân ở Đức, Ý, Thụy Sĩ, Áo, Hà Lan, Bỉ. Ông có được kiến thức về nhiều mặt: Hán Học, Tây học, Luật học, Triết học, Văn hóa và Khoa học.
Ông không có ý định dừng bước ở bằng Cử nhân mà còn muốn đi xa hơn nữa: lấy bằng Tiến sĩ. Nhưng ý muốn ấy đã phải nhường bước cho một lý tưởng mà ông đã sớm ôm ấp theo truyền thống gia đình ngay từ buổi thiếu niên tại Chiêu Nam Lầu: "đấu tranh" cho Việt Nam.
Năm 1920, trên đất Pháp ông bắt đầu tham gia hoạt động chính trị khi vừa tròn 20 tuổi. Ông thường làm phiên dịch và đưa Phan Châu Trinh đến Bộ Thuộc địa gặp Bộ trưởng Albert Sarraut đòi ân xá chính trị phạm Việt Nam, mở thêm trường học, cho thương gia Việt Nam liên hệ thẳng với nước ngoài. Ông thường giúp Nguyễn Ái Quốc luyện tiếng Pháp, cùng đến thư viện để đọc và đến các câu lạc bộ để nghe.
Năm 1921, ông gia nhập Hội Liên hiệp Thuộc địa, tham gia tích cực cơ quan ngôn luận của Hội là báo Le Paria cùng với Nguyễn Ái Quốc, tham dự và phát biểu tại những cuộc diễn thuyết do Hội tổ chức và được quần chúng bắt đầu chú ý.
Ngoài việc biên tập cho báo Le Paria, ông còn viết cho các báo tiến bộ như Le Libertaire, có chân trong nhóm sáng lập tạp chí Europe, một tờ báo quy tụ những cây bút nổi tiếng của Pháp và vẫn còn tồn tại đến ngày nay.
Nhóm Ngũ Long gồm Phan Châu Trinh, Nguyễn Ái Quốc, Phan Văn Trường, Nguyễn Thế Truyền, Nguyễn An Ninh được Việt kiều ở Pháp mến mộ, khâm phục, khiến Bộ Thuộc địa Pháp phải yêu cầu Bộ Nội vụ cùng phối hợp hành động để đối phó những nhà cách mạng này.

### Diễn thuyết lần đầu
Tháng 10 năm 1922 Nguyễn An Ninh thu xếp về nước thăm dò phong trào quần chúng bằng cuộc diễn thuyết đầu tiên đêm ngày 25 tháng 1 năm 1923 với đề tài "Nền Văn hóa Việt Nam" được quần chúng hoan nghênh nhiệt liệt.

### Sang Pháp lần hai
Tháng 2 năm 1923, ông trở sang Pháp để bộ ba Nguyễn Ái Quốc, Nguyễn Thế Truyền và ông cùng thống nhất hành động.
Tháng 6 năm 1923, Nguyễn Ái Quốc sang Nga để học cách tổ chức và lãnh đạo cách mạng.
Tháng 8 năm 1923, Nguyễn An Ninh trở về xây dựng phong trào trong nước chờ Nguyễn Ái Quốc trở về.
Nguyễn Thế Truyền ở lại tiếp tục công việc và phát triển phong trào tại Pháp, tranh thủ sự giúp đỡ của Đảng Cộng sản Pháp và người Việt tại Pháp.

### Diễn thuyết lần thứ hai
Về nước, Nguyễn An Ninh lại diễn thuyết lần thứ hai vào đêm 15 tháng 10 năm 1923 với đề tài "Lý tưởng thanh niên An Nam". Trong hai cuộc thuyết trình này, lời lẽ của ông được cho là tiếng chuông khơi động sự "thức tỉnh đồng bào" về sự cần thiết nâng cao dân trí, xây dựng một nền văn hóa dân tộc. Ông cho rằng: "Dân tộc nào để cho một nền văn hóa ngoại bang ngự trị thì không thể có độc lập thực sự. Văn hóa là tâm hồn của dân tộc" do đó "một dân tộc muốn sống, muốn độc lập, muốn rạng danh trong nhân loại, cần phải có một nền văn hoá riêng của mình". Ông khẳng định Việt Nam cần có một tầng lớp tinh hoa nắm vững tri thức để có thể dẫn dắt dân tộc nhằm mưu cầu một nền độc lập chân chính về mặt văn hóa, tư tưởng cũng như kinh tế, chính trị. Tầng lớp tinh hoa đó có thể sáng tạo ra những tư tưởng phù hợp với hoàn cảnh của Việt Nam, có thể đưa ra những chính sách phù hợp với tình hình thực tế của Việt Nam, có thể hiện đại hóa Việt Nam và đưa Việt Nam hội nhập vào thế giới văn minh. Nếu không có một tầng lớp tinh hoa như vậy thì những hoạt động chính trị chỉ làm phung phí sức lực của dân tộc mà không đem lại một nền độc lập chân chính, không thể phát triển Việt Nam.
Ông đả kích thứ mà ông gọi là "vai trò khai hóa" của người Pháp tại Việt Nam, cho rằng đó là một trò bịp bợm, một chiêu bài nhằm che giấu "chính sách bóc lột" thực dân, kêu gọi thanh niên đừng ỷ lại vào đó và "phải dấn thân vào cuộc sống đấu tranh…". Và ông đã kết luận "Hãy tôn sùng những ai đã dùng tài năng hay thiên phú của mình mà tự nâng vị trí của dân tộc ta (chỉ người Việt) trên thế giới và những ai đã đóng góp vào việc cải thiện điều kiện sống cho dân tộc chúng ta".
Tiếng vang qua hai bài diễn thuyết của Nguyễn An Ninh đã tác động mạnh trong dư luận thanh niên và trí thức Sài Gòn, đã làm đau đầu chính quyền thống trị. Thống đốc Nam Kỳ lúc đó là Cognacq phải gọi ông lên dinh để mong bịt miệng. Trước tiên, Cognacq hứa hẹn sẽ bổ nhiệm Nguyễn An Ninh vào một chức vụ cao, nhưng sau đó thấy không thể thay đổi ý nghĩ của Nguyễn An Ninh, ông ra lệnh cấm Nguyễn An Ninh diễn thuyết hay tụ họp bất cứ nơi đâu.

### Báo La Cloche Fêlée và sứ mệnh lịch sử
Không thể tiếp tục đấu tranh bằng lời nói, ông chuyển sang đấu tranh bằng ngòi bút. Ông đã lợi dụng Đạo luật ngày 19 tháng 7 năm 1881 cho phép báo chí viết bằng tiếng Pháp khỏi phải xin phép trước khi báo phát hành. Đạo luật này cho phép dùng "gậy ông đập lưng ông" nên ông cho ra đời báo La Cloche Fêlée (Chuông rè) bằng Pháp văn với người quản lý Pháp lai tên Eugène Dejean de la Bâtie. Ông phải lo chạy tiền ra báo, Nguyễn An Khương bán ruộng cho con có tiền và ngày 10 tháng 12 năm 1923, La Cloche Fêlée ra mắt số đầu tiên. Báo tự xưng là cơ quan ngôn luận, tuyên truyền chuẩn bị cho tương lai với tinh thần: Tự do, Bình đẳng, Bác ái nhằm xây dựng Việt Nam thành một nước Pháp thứ hai tại Châu Á. Nhưng lập trường, quan điểm ấy dù bề ngoài ôn hòa và thiện chí, thực chất là để "chọc" vào điểm yếu của chế độ thực dân, được Nguyễn An Ninh cho là một chế độ hoàn toàn đi ngược lại những nguyên tắc cơ bản của cuộc cách mạng Pháp 1789. Do đó vì không cấm đoán được, Cognacq và nhà cầm quyền Pháp chủ trương đánh phá La Cloche Fêlée. Bất cứ ai cầm tờ báo trên tay cũng bị mật thám theo dõi, bị đuổi học, đuổi việc. Chủ nhà in, thợ sắp chữ liên tục bị hăm dọa. Báo phải đổi nhà in, chủ báo (Nguyễn An Ninh) vừa là ký giả, vừa phụ xếp chữ với thợ, sửa bản vỗ, làm long tong. Khi báo in xong, thì tự mình ôm từng chồng báo đi rao bán khắp phố phường, vì không một đại lý nào dám phát hành La Cloche Fêlée khi có sự răn đe của mật thám. Sau khi in xong đích thân Nguyễn An Ninh mặc áo dài trắng, đi xe đạp, tay ôm sấp báo đứng bán ở góc đường Tự Do - Gia Long hay phía trước nhà hàng Yeng Yeng. Làm báo như thế nhưng Nguyễn An Ninh vẫn làm, vẫn công kích chế độ thuộc địa và ông đã xác định trên báo: "Lưỡi gươm đe dọa vẫn làm chúng tôi dửng dưng. Chúng tôi đã hy sinh tất cả trong quá khứ, chúng tôi sẵn sàng hy sinh tất cả trong tương lai…".
Đến số 19 ra ngày 14 tháng 7 năm 1924 thì báo tạm ngưng vì lý do sức khỏe của ông và theo lời khuyên của Bâtie, ông cần nghỉ ngơi một thời gian. Tuy báo chỉ có mặt trên diễn đàn ngôn luận thời gian ngắn và số lượng phát hành có bị hạn chế (viết bằng Pháp văn và bị đe dọa) nhưng La Cloche Fêlée đã tạo được một vị trí trong lịch sử báo chí Việt Nam, trong thời kỳ đấu tranh "giành độc lập – tự do". Dưới áp lực của chính quyền, La Cloche Fêlée được cho là đã "gióng lên tiếng chuông "thức tỉnh đồng bào" và lột trần bản chất của chế độ thuộc địa". Đối với Nguyễn An Ninh thì La Cloche Fêlée được xem là một thành tựu quan trọng trong bước đầu của sự nghiệp "vì đại nghĩa", theo ông. Tờ báo được cho là rõ nét "Con người Trí tuệ và Tâm tình" của ông trên giấy trắng mực đen. Ông được người Việt ở Sài Gòn – Chợ Lớn, ở khắp Nam Kỳ và trên cả nước bắt đầu tin tưởng, ngưỡng mộ và được xem là thần tượng. Và trong số những người ấy có Trương Thị Sáu, một cô gái ở chợ Cầu Ông Lãnh, được cho là vốn biết rõ "lòng yêu nước chân chính" của ông qua La Cloche Fêlée nên đã nhận lời cùng ông đi trọn cuộc đời, dấn thân cho đất nước.

### Sự lựa chọn
Không thể làm báo, cuối năm 1924, sau khi làm lễ thành hôn với Trương Thị Sáu, ông trở sang Pháp để mở một chiến dịch đòi các "quyền tự do – dân chủ" cho Việt Nam. Đó cũng là lúc Phan Châu Trinh nhờ Nguyễn An Ninh sang Pháp đón ông về, nên tháng 1 năm 1925 ông đi Pháp. Đến Paris, ông đi diễn thuyết tại nhiều nơi. Đặc biệt trong cuộc nói chuyện tại hội quán Sociétés Savantes do Hội Liên hiệp Pháp – Đông Dương tổ chức ngày 22 tháng 2 năm 1925, ông đã phát biểu rằng "Cách mạng sẽ nổ ra ở Đông Dương trong vài năm sắp tới nếu thực dân Pháp không cải thiện "chế độ thối nát", đồng thời sẽ có Đảng Cộng sản giúp nhân dân Việt Nam tiến hành cách mạng".
Cũng trong thời gian này, vào tháng 4 năm 1925, ông viết quyển sách "La France en Indochine" (Nước Pháp ở Đông Dương) tại Pháp, theo nhiều người là để "vạch trần" sự xâm lược của thực dân Pháp, phân tích những nguyên nhân đưa đến sự bất ổn tại Đông Dương. Cùng năm đó quyển "Le Procès de la colonisation Francaise" (Bản án thực dân Pháp) của Nguyễn Ái Quốc, được cho là hai bản cáo trạng "hùng hồn", và cũng được cho là đã chỉ thẳng vào cái gọi là "sứ mệnh khai hóa" của Pháp ở Đông Dương.
Ngày 26 tháng 6 năm 1925, ông cùng Phan Châu Trinh về đến Sài Gòn. Hai người chủ trương cho tái bản La Cloche Fêlée. Lần này, báo do ông Phan Văn Trường đứng tên chủ nhiệm, vì ông này có quốc tịch Pháp.
Nguyễn An Ninh được cho là tỏ ra quyết liệt hơn theo một tư tưởng của Gandhi là '"đứng trước một tình thế phải chọn lựa giữa sự khiếp sợ và bạo lực, tôi khuyên phải dùng bạo lực hơn là thấy Ấn Độ bị xiềng xích trong bạo lực của kẻ thống trị". Ông ngày càng trở nên thiên tả. Trước kia, trên mặt báo, ông mới chỉ trích Thống đốc Nam Kỳ thì lần này, ông chỉ trích thẳng vào Toàn quyền Varenne, khi Varenne vừa nhậm chức. Đồng thời, còn cho đăng lại những bài của báo L’ Humanité (báo Nhân Đạo thuộc Đảng Cộng sản Pháp), viết những bài về nước Nga Xô Viết được ông ca tụng là "quốc gia đầu tiên sinh ra từ học thuyết Cộng sản để hạ sát con rắn bảy đầu tư bản chủ nghĩa". Ông cho đăng nguyên văn Tuyên ngôn Đảng Cộng sản để giúp đọc giả hiểu rõ về chủ nghĩa này.

## Hoạt động chính trị

### Khởi đầu
Trong thời gian ở Paris, Nguyễn An Ninh liên hệ với Phan Châu Trinh, Phan Văn Trường, Nguyễn Thế Truyền và Nguyễn Ái Quốc.
Những hoạt động của cả năm người, đã tạo được uy tín lớn đối với kiều bào tại Pháp, nên có danh là nhóm "Ngũ Long"... Trong nhóm, ông Ninh được cho là được Phan Châu Trinh và Phan Văn Trường tin cậy, quý mến. Đối với Nguyễn Ái Quốc, ông Ninh là bạn, là người cộng sự cùng tham gia sáng lập Hội Liên hiệp các dân tộc thuộc địa, cùng viết bài và quảng bá cho báo Le Paria (Người cùng khổ).
Ngoài ra, Nguyễn An Ninh còn dành thời gian nghiên cứu các học thuyết cách mạng trên thế giới. Ông cũng kết giao rộng rãi với các nhà hoạt động cánh tả, cộng sản ở Pháp và một số nước khác ở châu Âu.
Ngày 5 tháng 10 năm 1922, ông về nước. Lần đầu tiên, Nguyễn An Ninh ra mắt công chúng Nam Kỳ tại Hội khuyến học Nam Kỳ số 34 đường Aviateur Garros (nay là đường Thủ Khoa Huân), vào lúc 20 giờ ngày 25 tháng 1 năm 1923, với một bài diễn thuyết "Une culture pour les Annamites" bằng tiếng Pháp (thường được dịch là "Chung đúc học thức cho dân An Nam") cốt để kêu gọi dân Việt hãy mau "noi theo cái học thức Pháp, đặng mở mang trí dân, rộng tư tưởng của dân, làm cho dòng giống tráng kiện, mau thoát cái ách nô lệ. Bằng cứ theo nẻo hoạn đồ, lấy việc làm quan là mục đích của việc học thì hỡi ơi! Sau này dòng giống sẽ yếu ớt, ắt có ngày kia rút vô rừng mà ở!".
Sau khi ly dị với vợ là Emille (bà Emilie Penne, vợ đầu của Nguyễn An Ninh trước là nữ sinh trường dòng (trường bà phước) tại Sóc Trăng, nơi cấm tuyệt đối sự lai vãng của nam nhân. Chuyện kể có một lần vì muốn vào thăm vị hôn thê, Nguyễn An Ninh phải giả gái để qua mắt các Dì Phước ở trường dòng này). ngày 22 tháng 2 năm 1923, Nguyễn An Ninh sang Pháp lần thứ hai, với ý định hoàn thành bằng Tiến sĩ Luật, nhưng ông chỉ lưu lại hơn nửa năm rồi trở về nước, dịch 5 chương đầu cuốn Khế ước xã hội (Contrat social) của Jean-Jacques Rousseau nhằm truyền bá tư tưởng "Người ta sinh ra tự do. Nhà nước là một tổ chức cai trị theo 'khế ước xã hội', vì thế nó phải phục tùng ý chí của toàn dân".
Vào đêm 15 tháng 10 năm 1923, Nguyễn An Ninh lại xuất hiện trên diễn đàn với đề tài "L’ideál de la Jeunesse Annamite" bằng tiếng Pháp (thường được dịch là "Cao vọng của thanh niên An Nam").
Ông cho rằng "cứ suy tôn Khổng Tử, khó cho ta tiến bước được", "tự do không phải là một vật gì mà ta có thể chuyền tay, có thể cho hay bán. Ai cũng có thể tự do được", "thanh niên ngày nay, không ai cấm chúng ta phác họa ước mơ và cao vọng" và sau đó ông còn đả kích thực dân Pháp "khai thác bóc lột đến tận xương tủy cả Đông Dương".
Thống đốc Cognacq mấy lần gọi ông đến đe dọa và tuyên bố cấm ông diễn thuyết tại các nơi công cộng.

### Ngồi tù lần thứ nhất
Nguyễn An Ninh âm thầm phản ứng bằng cách cho ra tờ báo Pháp văn La cloche fêlée (Tiếng chuông rè, có người dịch Tiếng chuông rạn) ở Sài Gòn để công kích chính sách thực dân Pháp, đề cao các nhà cách mạng, làm cho người đọc tin tưởng vào sức mạnh của dân tộc và truyền bá những tư tưởng tự do (số đầu tiên ra ngày 10 tháng 12 năm 1923).
Không những ông làm chủ bút, viết bài, xếp chữ, tự tay chăm sóc tờ báo về mọi mặt mà ông còn tự ôm đi rao bán.
Để đàn áp tờ báo, chính quyền thực dân đã cấm các nhà in và Sở Bưu điện không cho họ nhận in, phát hành và vận chuyển. Ai dám đi bán báo, đọc báo đều bị theo dõi (nếu là công chức sẽ bị sa thải). Thế cho nên đến số 19 thì báo phải tự đình bản (ngày 14 tháng 7 năm 1924).
Sau khi cưới người vợ khác tên Trương Thị Sáu được hai tháng, vào ngày 10 tháng 1 năm 1925, ông sang Pháp lần thứ ba. Trong thời gian ở Pháp, ông Ninh viết "La France en Indochine" ("Nước Pháp ở Đông Dương"), toát lên một tinh thần chống thực dân quyết liệt, đòi hỏi các quyền tự do dân chủ cơ bản, sơ đẳng nhất của con người. Ngoài ra, ông còn diễn thuyết tại Khách sạn Hội Bác học (Hôtel des Sociétés Savantes), Paris, bài "Tinh thần dân chủ của nước Việt Nam". Ông và Phan Chu Trinh về nước cùng một lần.
Cuối năm 1925, sau khi Luật sư Phan Văn Trường (1875-1933) về nước, cho khôi phục lại Tiếng chuông rè, có ông Ninh cộng tác. Từ đây, khuynh hướng của tờ báo chống thực dân theo quan điểm chủ nghĩa Marx-Lenin rõ rệt.
Ngày 21 tháng 3 năm 1926, Nguyễn An Ninh diễn thuyết trước ba ngàn người nghe, kêu gọi chống chủ nghĩa thực dân. Địa điểm diễn thuyết diễn ra tại khu vườn của bà đốc phủ Nguyễn Tấn Tài trên đường Lanzanitte (đường Đoàn Công Bữu) xóm Lách lúc 8h sáng ngày 21 tháng 3 năm 1926. Tuy nhiên buổi diễn thuyết diễn ra chưa quá 60 phút thì đã bị đàn áp giải tán. Minh chứng cho buổi diễn thuyết này, cố học giả Vương Hồng Sển có dẫn chứng nguyên văn 2 truyền đơn kêu gọi tham dự buổi diễn thuyết được đăng trong quyển "hơn nửa đời hư" tập 1 trang 230-236. Ba hôm sau, ông bị nhà cầm quyền Pháp bắt kết án 18 tháng tù, nhưng chỉ bị giam 10 tháng thì được ân xá.
Sau khi ra tù, ông đã sáng lập ra Thanh niên Cao vọng Đảng, một tổ chức yêu nước hoạt động theo nguyên tắc hội kín ở Nam Kỳ. Ông còn phối hợp với các cán bộ của Hội Việt Nam Kách mệnh Thanh niên trong vận động quần chúng và phát triển tổ chức của hội.

### Ngồi tù lần thứ hai
Sau đó, ông Ninh qua Pháp lần thứ tư. Ở Pháp lần này, ông quan hệ với nhiều nhà yêu nước thuộc nhiều chính kiến.
Ngày 6 tháng 1 năm 1928, Nguyễn An Ninh về nước, được đồng bào đón tiếp nồng nhiệt. Ông sáng tác vở tuồng hát Hai Bà Trưng để cổ xúy tinh thần yêu nước, tháng 8 năm 1928 in xong bốn ngàn quyển, chỉ dành để ký tặng. Vở tuồng 8 cảnh chưa kịp diễn thì bị cấm.
Cuối năm 1928, ông bị bắt lần thứ hai và lần này Pháp dựng lên vụ "Hội kín Nguyễn An Ninh" để bắt mấy trăm người ủng hộ ông.
Ông bị kết án và ngồi đúng 3 năm tù, tức cho đến ngày 3 tháng 10 năm 1931, ông mới được thoát khỏi tù giam.

### Ngồi tù lần thứ ba
Ra tù, Nguyễn An Ninh viết cho tờ Trung Lập của Nguyễn Văn Tạo (1908-1970), cho tờ Tranh đấu của nhóm Tạ Thu Thâu (1906-1946), Trần Văn Thạch (1905-1946), Phan Văn Hùm (1902-1946). Do hoạt động quá tích cực, nên đến tháng 4 năm 1936, ông Ninh lại bị bắt về tội "phá rối trị an". Ông tuyệt thực phản đối và nhờ quần chúng đấu tranh dữ dội đòi thả ông, nên Pháp buộc lòng phải trả tự do cho ông vào tháng 11 năm ấy.

### Ngồi tù lần thứ tư
Đến tháng 7 năm 1937, Pháp lại bắt giam ông (lần thứ tư) cho đến tháng 1 năm 1939.
Ra khỏi tù, ông Ninh đi hẳn với những cộng sản trong nhóm Dân chúng và viết cho báo Dân Chúng, góp phần tổ chức nhiều cuộc biểu tình đòi các quyền tự do dân chủ, ra ứng cử vào Hội đồng Quản hạt (Hội đồng Thuộc địa Nam Kỳ).
Tháng 9 năm 1939, Chiến tranh thế giới thứ hai bùng nổ ở châu Âu. Ở Đông Dương, nhà cầm quyền Pháp liền tuyên bố thiết quân luật, ráo riết truy lùng, bắt bớ và sát hại các nhà yêu nước và chiến sĩ cách mạng, hòng ngăn ngừa nhân dân Việt Nam vùng lên tự giải phóng mình.

### Ngồi tù lần cuối cùng
Ngày 5 tháng 10 năm 1939, ông lại bị bắt lần thứ năm và cũng là lần cuối cùng. Sau đó, ông nhận án 5 năm tù lưu đày Côn Đảo. Trên đảo, ông bị hành hạ, bị đói khát triền miên khiến ông kiệt sức dần.
Nguyễn An Ninh mất trong tù vào ngày 14 tháng 8 năm 1943, hai năm trước khi Việt Nam giành lại được độc lập, hưởng dương 43 tuổi.

## Tác phẩm
Ngoài những bài diễn thuyết, bài báo bằng tiếng Việt lẫn tiếng Pháp, ông còn soạn các sách: Nước Pháp ở Đông Dương (La France en Indochine) (1925), Hai Bà Trưng (tuồng hát) (1928), Tôn giáo (1932) và Phê bình Phật giáo (1937). Dân ước (dịch những đoạn chính trong quyển Contrat social của Rousseau vào năm 1923).

## Nhận xét
Trích một số nhận xét của các nhà văn, nhà nghiên cứu:
GS. Trần Văn Giàu:
Nguyễn An Ninh là nhà Tây học đầu tiên của Sài Gòn và Việt Nam đã đấm cho Khổng giáo mấy quả đấm kinh hồn.
Người anh Ninh, tóc chấm vai, mắt sáng như sao, tiếng trong như chuông. Ở đất Sài Gòn mà mặc bà ba, đi guốc, bán báo Chuông rè của mình viết. Hình ảnh đó tự nó đủ gây cảm tình sâu sắc với đồng bào... Một thuở, Nguyễn An Ninh là thần tượng của đồng bào lục tỉnh, của học sinh chúng tôi... Con người sôi nổi, đại chúng đó, hùng hồn ở diễn đàn, bén nhọn trên cột báo, không chút sợ Tây, tà, vào tù như về quê, con người ấy đồng thời là một người trầm tư, mặc tưởng...
Nguyễn An Ninh là một chính khách, học giả, một nhà chính trị hoạt động. Trước hết, anh là một con người của quần chúng, là con người của nhân dân... Trong mắt, trong lòng người Sài Gòn - Thành phố Hồ Chí Minh, chí sĩ Nguyễn An Ninh là một người cách mạng, xứng đáng được lưu danh bằng bia đá, tượng đồng". Từ một sinh viên của Đại học Đông Dương, Nguyễn An Ninh trở thành một chiến sĩ, một lãnh tụ có uy tín lớn và có ảnh hưởng mạnh mẽ của phong trào yêu nước Việt Nam trong suốt gần 2 thập kỷ (từ 1923 đến 1943). Ông còn là nhà tư tưởng, nhà văn hoá và nhà báo lớn. Những tác phẩm của ông về tư tưởng chính trị, về tôn giáo và về văn hoá có ảnh hưởng sâu rộng đối với diễn trình lịch sử văn hoá - tư tưởng Việt Nam cận đại. Ông là một trong những người tiêu biểu nhất của lớp trí thức "Tây học" đầu tiên, dũng cảm dấn thân, xả thân, đem hết tài năng, dũng khí và tính mạng cống hiến cho sự nghiệp giải phóng dân tộc khỏi ách áp bức của chủ nghĩa thực dân.
Tiến sĩ sử học Pháp Daniel Héméry: 
Nguyễn An Ninh là người có ảnh hưởng lớn đến trí thức miền Nam Việt Nam trong những năm 1920, 1940, người đã thức tỉnh cả một thế hệ.
Nhà văn Sơn Nam:
Nguyễn An ninh xuất hiện, đóng vai trò tích cực rồi trở thành người được ái mộ nhờ khả năng sáng tạo về mặt lý thuyết cũng như thực hành. Nếu thân phụ của ông ao ước một cuộc Duy Tân hướng về nước Nhựt thì lần này, khi du học ông hấp thụ được những tinh túy về lý thuyết của tây phương. Ông sẵn có một căn bản về triết học Đông phương vững chắc, am hiểu đạo Phật, đạo Lão, đạo khổng. Nhưng quan trọng nhứt là am hiểu tình hình miền Nam...
Về tác phong của ông, Phan Văn Hùm đã viết như sau: "Ông người thể chất yếu, nhờ thể thao, nhờ đi xe đạp, nhờ chịu cực mới khỏe được...Người ông như vậy, cho nên về sau này ở trong ngục hễ thời tiết thay đổi là ông bị cảm ngay. Thế mà ông ghét đám thanh niên ăn sung mặc sướng, đi ra nửa bước đã ngồi xe, ông muốn bày ra một cảnh sinh hoạt tự do, mà "cần lao" như dân đi làm rừng làm rẫy: quần áo vải bô, chiếc nóp, đãy cơm, bầu nước, rồi mênh mông đâu cũng là nhà."
Tác phong bình dân ấy có sức thu hút khá mạnh. Khi vào tù cửa vừa đóng lại, thiên hạ vây chung quanh ông, khám bên kia có mấy người chun song sắt qua chào...
Có người nhận xét rằng Nguyễn An Ninh mang tâm hồn nghệ sĩ, ít nghĩ tới việc tổ chức lực lượng cách mạng. Nhưng ta không nên đòi hỏi quá nhiều ở một kẻ sĩ, một nhà hiền triết nồng nhiệt yêu nước. Cách mạng không phải là độc quyền của kẻ sĩ nhưng là sự đóng góp của toàn dân từ thế hệ này qua thế hệ khác, nhiều miền, nhiều giới.
Ông làm tròn sứ mạng của kẻ sĩ: sáng tạo, đi tiên phong, đốt lên ánh đuốc sáng rực trong buổi bình minh đầy giông tố...
Nhà văn Lê Minh Quốc: 
Biết Nguyễn An Ninh có tài, Pháp đem chức tước dụ dỗ, nhưng trước sau ông vẫn một mực khước từ, chấp nhận một cuộc sống thanh đạm. Để việc hoạt động được thuận lợi, ông với mái tóc "bombé" theo kiểu "phi-lô-xốp à mode de Nguyen An Ninh", đi rao bán dầu cù là, bán báo Tiếng chuông rè trên khắp đường phố Sài Gòn. Với tài hùng biện, ông hô hào quần chúng lao khổ vùng dậy đòi tự do cơm áo. Ông thực sự là một nhà hành động, từng vào tù ra khám nhưng cũng là nhà tư tưởng, nhà triết học....
Trong Tự điển Văn học (bộ mới):
Văn Nguyễn An Ninh, giá trị ở chỗ "sôi động, tình cảm chân thực, đặc biệt là các bài diễn thuyết và các bài chính luận trên báo Tiếng chuông rè, hết sức lôi cuốn người đọc, người nghe. Ông là một nhà yêu nước mãnh liệt, một người trí thức có một đời sống rất trong sạch, rất gần gủi với quần chúng lao động nghèo. Ông chống Pháp đến cùng và khi chết cũng cười mà chết.

## Vinh danh/Tưởng nhớ
Để tưởng nhớ đến những công lao mà Nguyễn An Ninh đã cống hiến cho dân tộc, ngày 18 tháng 11 năm 2000, Nhà tưởng niệm Nguyễn An Ninh đã được khởi công xây dựng và tổ chức khánh thành vào ngày 15 tháng 9 năm 2002. Nhà tưởng niệm nằm ở phía Tây Bắc Thành phố Hồ Chí Minh, thuộc phường Trung Mỹ Tây, quận 12 với diện tích khoảng 3000m². Công trình xây dựng có kết cấu bê tông cốt thép, cột, kèo, đòn dông bằng gỗ mái đỏ, đường nét thẳng là kiểu lợp mái nhà đặc trưng Nam bộ. Trang bị nhà thờ gồm bàn, ghế, tủ thờ, kệ sách...đều bằng gỗ. Đây cũng là nơi mà trước kia Nguyễn An Ninh đã từng sống và hoạt động cách mạng. Từ ngoài cổng chính vào, một bên là mộ phần ông bà Nguyễn An Khương, cha mẹ của Nguyễn An Ninh và một bên là bia tưởng niệm ông bà Nguyễn An Ninh.
Ngày 1 tháng 8 năm 1980, Nguyễn An Ninh được nhà nước Việt Nam truy nhận là Liệt sĩ.
Ở các thành phố lớn như Hà Nội, Thành phố Hồ Chí Minh, Vũng Tàu, Hạ Long,... đều có những trường học và đường phố mang tên ông.

## Sách tham khảo
- Vũ Đức Phúc-Nguyễn Thành, mục từ: "Nguyễn An Ninh" trong Từ điển Văn học (bộ mới), Nhà xuất bản Thế giới, 2004.
- Trịnh Vân Thanh, Thành ngữ điển tích danh nhân từ điển, Nhà xuất bản Hồn thiêng, Sài Gòn, 1966.
- Nguyễn Q. Thắng và Nguyễn Bá Thế, Từ điển nhân vật lịch sử Việt Nam, Nhà xuất bản Khoa học Xã hội, Hà Nội, 1992.
- Sơn Nam, Cá tính miền Nam, Nhà xuất bản Trẻ, 1997.
- Lê Minh Quốc, Nguyễn An Ninh–Dấu ấn để lại, Nhà xuất bản Văn học, 1997 (Những năm tháng trong bài viết, đa phần dựa theo tài liệu này).